# HEART of GOLD
《HEART of GOLD》為日本音樂團體EXILE（放浪兄弟）的第16張單曲。2004年8月18日於日本發行。

## 解說
- 於企劃專輯《HEART of GOLD 〜STREET FUTURE OPERA BEAT POPS〜》先行發售的單曲。
- 標題歌是EXILE自己企劃，參與演出的音樂劇《HEART of GOLD〜STREET FUTURE OPERA BEAT POPS〜》的主題歌，唱出人類愛的抒情歌。
- PV的故事以歌詞中出現的「紅色的花」為主題製作，本PV沒有EXILE本人們與與演出。女演員水川麻美有參與演出。
- 《Good Dayz》是USA、MAKIDAI帶領的組合《RATHER UNIQUE》的樂曲

## 發行版本
- CD

## 收錄歌曲
1. HEART of GOLD[5:35]
  - 作詞：永山耕三 / 作曲：山口寛雄 / 編曲：河野圭
2. Good Dayz[4:19]
  - 作詞：MAKIDAI & USA & SOHJIN & MICHICO / 作曲：T.Kura & MICHICO / 編曲：MICHICO
3. HEART of GOLD (instrumental)
4. Good Dayz (instrumental)

## 備註
1. 1 2  . Oricon. 2004  [2013-01-13]. （原始内容存档于2013-05-12） （日语）.